# Nannocampus
Nannocampus is een geslacht van straalvinnige vissen uit de familie van zeenaalden en zeepaardjes (Syngnathidae). Het geslacht is voor het eerst wetenschappelijk beschreven in 1870 door Günther.

## Soorten
- Nannocampus elegans Smith, 1953
- Nannocampus lindemanensis (Whitley, 1948)
- Nannocampus pictus (Duncker, 1915)
- Nannocampus subosseus Günther, 1870
- Nannocampus weberi Duncker, 1915